# Brabham BT59
La Brabham BT59 era una monoposto di Formula Uno progettata da Sergio Rinland e Hans Fouche per il team Brabham, che ha corso nei Campionati Mondiali di Formula Uno 1990 e 1991. Ha fatto il suo debutto nel 1990 al GP di San Marino e continuò fino alle prime due gare del 1991.

## Stagione 1990
Le vetture sono state guidate dall'australiano David Brabham  figlio minore di Jack Brabham, e l'italiano Stefano Modena. La vettura è stata spinta dal motore Judd V8 ed equipaggiata con pneumatici Pirelli. Il miglior risultato ottenuto è stato un settimo posto nel 1990 al Gran Premio del Canada guidata da Modena.

## Stagione 1991
Per la stagione 1991 il progetto venne riutilizzato adattando il telaio al motore Yamaha e la vettura venne indicata dal costruttore con la designazione BT59Y. Guidata dai piloti britannici Martin Brundle e Mark Blundell, la BT59Y è stata utilizzata solo nelle prime due gare e poi sostituita dalla Brabham BT60Y.